# バグダード・ハトゥン
バグダード・ハトゥン（ペルシア語：بغداد خاتون Baghdād Khātūn、? - 1335年）は、イルハン朝の第9代君主（イルハン）であるアブー・サイードの妃。チョバンの娘。ハトゥン（ハートゥーン Khātūn）とは「王妃」という意味。

## 生涯

### 生まれ
スルドス部のチョバンの娘として生まれる。

### アブー・サイードの横恋慕
1323年、21歳になったアブー・サイード・ハンはチョバンの娘でシャイフ・ハサン（大ハサン）の妻であるバグダード夫人に横恋慕してしまう。モンゴルの慣習では夫は主君が自分の妻を娶りたいと要求すればこれを譲らねばならなかった。そこでアブー・サイードは自分の近親者の一人に命じてチョバンにこのことを率直に伝えたが、チョバンははぐらかした。チョバンは時間がたてば恋煩いも治るだろうとアブー・サイードを娘から離したりした。これに対し、アブー・サイードは敢えて言及しなかった。アブー・サイードがバグダード市にいる時、バグダード夫人に対する想いは強くなっていた。そこでチョバンは気晴らしにとアブー・サイードを狩りを誘ったが、終始上の空で全く楽しめていなかった。一方でワズィールのルクン・ウッディーン・サーインはチョバン派の権力をねたんでいたため、アブー・サイードにあらぬことを讒言していた。アブー・サイードは次第にこれに心を動かされていく。

### 父と兄弟の死
1327年、弟のディマシク・ホージャがオルジェイトゥ・ハンの宮嬪コトクタイと私通したことにより、アブー・サイードは彼を殺すよう命じ、殺害した。続いてチョバンが挙兵する前にチョバン一味を殺すよう、諸将に命令した。ホラーサーンにいたチョバンはこの知らせをうけ、たまたま一緒だったルクン・ウッディーン・サーインを殺し、7万人の軍隊を率いてイラークへ進軍した。両軍がにらみ合うと、互いに交渉したが、うまくいかなかった。次第にチョバン勢力から逃亡者があらわれ、チョバン自身も妻子を伴って逃げ出した。途中、チョバンの妻サティ・ベクがチョバンを離れアブー・サイードのもとへ帰り、チョバンの随行者は17人となった。そこでチョバンはヘラート王のマリク・ギヤースッディーンのもとに隠れたが、アブー・サイードの命令をうけてマリク・ギヤースッディーンはチョバンを捕縛し、処刑した。チョバンが殺されると、すぐにアブー・サイードは大法官ムバーラク・シャーに命じてシャイフ・ハサンにバグダード夫人を譲るように迫った。シャイフ・ハサンはこれを認め、法律上3か月の期間をあけた後に盛大な披露宴を開いてバグダード夫人を娶った。これでバグダードはハトゥン（王妃）となった。

### ナリン・トガイの反乱
1328年にホラーサーンでナリン・トガイがアリー・パーディシャー、タシュ・ティムールらと共謀して反乱を起こすと、首都スルターニーヤに侵入したが、捕らえられた。
1329年10月、バグダード・ハトゥンが父と兄弟の仇だとしてナリン・トガイとタシュ・ティムールの死刑を強く要求したため二人は処刑された。アリー・パーディシャーはハーッジー・ハトゥンの弟ということで免職されるにとどまった。ホラーサーンの新たな長官にアミール・シャイフ・アリーが任命された。

### シャイフ・ハサンの失脚
アミール・シャイフ・ハサン（大ハサン）は前妻のバグダード・ハトゥンと密通し、アブー・サイードの暗殺を企てたと告発された。アブー・サイードは彼を逮捕し、死刑を宣告したが、彼の叔母の懇願を受けて助命した。これによってアブー・サイードからバグダード・ハトゥンへの情愛は薄れたが、のちにこの告発が嘘だったことがわかるとふたたび情愛が復活した。以降、バグダード・ハトゥンはイルハン朝で大きな影響力を発揮し、ワズィールのギヤースッディーン・ムハンマドとともに国家の大権を二分した。

### アルパ・ケウンの即位
1334年8月、ジョチ・ウルスのウズベク・ハンがデルベンドから侵攻の準備しているという知らせがあったため、アブー・サイードはこれを防衛しようとしたが、病気にかかり、それがもとで翌年（1335年）11月30日にアッラーン州のカラバグで薨去した。アブー・サイードには子がいなかったため、ワズィールのギヤースッディーン・ムハンマドらはアリクブケの後裔であるアルパ・ケウンを推戴し、第10代イルハンに即位させた。アルパ・ケウン・ハンはバグダード・ハトゥンが平素から自分を軽蔑していたことを知ると、アブー・サイード・ハンを毒殺したとして処刑した。